# Magnus Kældsø
Magnus Kældsø Poulsen (født 30. april 1990 i Svendborg) er en dansk sejler. Han startede sin karriere i Svendborg i året 1995. 7 år senere stod han på udtagelsespodiet og var blevet udtaget til VM i USA(Texas). Senere vandt han VM (Zoom 8) i Køge i 2006. Hans coach, Kim Skovgaard, har støttet ham igennem flere år. Ingen båd uden en bådebygger, og her har Stig Bløcher ved Winner Optimist støttet Magnus igennem hans karriere.

## Eksterne kilder
1. ↑  SSS bestyrelsesmøde kl. 19 - Svendborg Sunds Sejlklub